# AnnMaria De Mars
AnnMaria De Mars, née le 15 août 1958, anciennement connue sous le nom Ann-Maria Burns, est une pratiquante de judo américaine. Elle est la première américaine à remporter les Championnats du monde de judo 1984 dans la catégorie des moins de 56 kg. Elle est la mère de Ronda Rousey, vice-championne du monde de judo en 2007, médaillée de bronze aux Jeux olympiques de Pékin et championne de MMA ; et de María Burns Ortiz, une journaliste sportive  rédactrice au site ESPN.com, et reporter pour Fox Channel Latino.
De Mars est née à la Scott Air Force Base dans l'Illinois. Elle grandit dans la petite communauté d'Alton, et commence sa carrière de judo à l'âge de 12 ans, dans un club local des YMCA.

## Biographie

### Carrière de judo de compétition
De Mars remporte sa division au USJA nationaux juniors à l'âge de 16 ans - sa première grande compétition. La même année, elle entre à l'Université de Washington. À l'âge de 18 ans, De Mars participe à un programme d'échange d'étudiants avec l'Université de Waseda à Tokyo, Japon. Là-bas, elle est entraînée par le Sensei Osawa.
De Mars est diplômée de l'université en 1978. Elle remporte entretemps les US Senior Nationals, l'US Collegiate Nationals, et l'US Open. En l'absence de femmes aux championnats du monde de judo, elle abandonne le judo concurrentiel, et étudie pour un MBA à l'Université du Minnesota. Elle obtient son MBA en 1980. Elle rate les premiers championnats mondiaux féminins à cause de ses études supérieures, mais se rattrape en remportant une médaille de bronze en 1981 au British Open et au Tournoi d'Orléans. En 1982, elle est classée à la première place des USJI, et remporte l'US Open. Cependant, elle ne participe pas aux seconds championnats mondiaux féminins, en raison de la naissance de sa fille María.
De Mars se popularise en participant aux Jeux panaméricains et à l'US Senior Nationals en 1983, et en remportant l'Open d'Autriche de judo, la Canada Cup (maintenant connue sous le nom Rendezvous), et les US Senior Nationals. Elle participe aux Championnats du monde de judo 1984, et devient la première représentante américaine à les remporter,.

### Après le judo
À la suite de son succès au judo, De Mars se marie une deuxième fois et donne naissance à d'autres enfants. Sa fille cadette, Ronda Rousey remporte la médaille d'or aux Championnats du monde juniors de judo 2004, et une médaille de bronze aux Jeux olympiques de 2008. Elle devient professionnelle des arts martiaux mixtes et actuel de l'UFC féminin.